# Morbello Vergari
Morbello Vergari (Santa Caterina, 28 dicembre 1920 – Roselle, 16 gennaio 1989) è stato un poeta e scrittore italiano originario della Maremma grossetana.

## Biografia

### Infanzia di un contadino

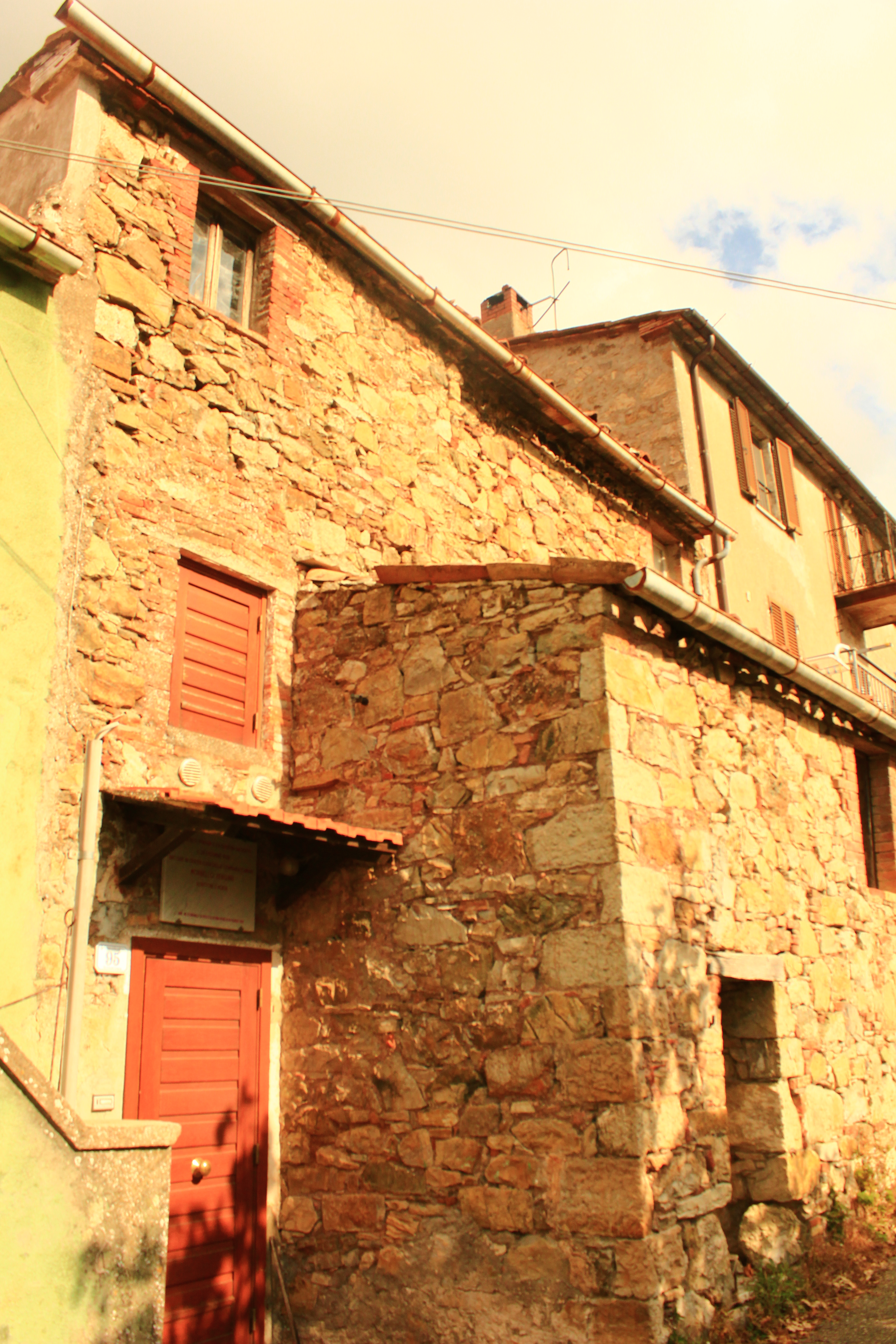
La casa natale di Morbello a Santa Caterina

Morbello Vergari, da tutti conosciuto come Morbello, nasce a Santa Caterina, frazione di Roccalbegna il 28 dicembre 1920. Figlio di Candido e di Giustina Baccetti, è il primo di otto figli. Nel 1923 la famiglia si trasferirà a Baccinello, frazione di Scansano, dove il padre andrà a fare il minatore nella miniera di lignite.
Morbello frequenterà lì le prime tre classi della scuola elementare che rimarranno i suoi unici studi.
La vita a Baccinello per i Vergari fu dura come dure erano le condizioni di lavoro in quegli anni; nel 1929, a causa delle febbri malariche, il padre sarà costretto a lasciare il lavoro della miniera e Morbello, a soli 9 anni, per aiutare la famiglia, va a lavorare come “garzone” al podere Laschi nella campagna di Roccalbegna dove rimarrà fino al 1932. In quell'anno il padre Candido, ormai ristabilitosi dalla malaria, riunirà la famiglia per andare a fare il contadino in un podere nel comune di Roccalbegna. Così, seguendo un destino comune a tanti lavoratori della Maremma, anche i Vergari diverranno agricoltori e saranno contadini in varie zone del comune di Roccalbegna, poi a Magliano in Toscana e infine nelle campagne di Roselle, nei pressi della città di Grosseto, dove si trasferiranno nel 1955 al Podere di Moscona nell'area dei ruderi etrusco-romani. Oggi quel podere si chiama “Casa Vergari”.

### La guerra
Il 4 gennaio 1941 Morbello parte militare, arruolato in Cavalleria. Prima sarà in Sardegna, poi a Pordenone e quindi verrà inviato sul fronte albanese, dove contrarrà anche la malaria.
“Ho letto parecchio … è la lettura quella che insegna.” – diceva conversando con l'amico Corrado Barontini, e affermava che anche durante il militare aveva letto diversi libri:“…tant'è vero si faceva delle discussioni con un certo Mariani… dell'Aquila. Era un Caporal Maggiore, studente universitario… lui mi diceva: ma perché non compri libri, ti dai da fa', leggi… perlomeno avrai una grande soddisfazione… Infatti, anche in Albania, avevo comprato parecchi libri a Tirana, quando andavo lì… in città… Avevo comprato un monte di cose che poi nella prigionia mi restarono tutti lì”. Continuando nel suo discorso Morbello affermava: “Avevo un po' l'ansietà di scrive'… però, sai com'è, i contadini si sentono dei “Dantini”… perché c'hai nell'orecchi quel suono aulico dei versi belli, dei versi dei grandi poeti… la grande letteratura…Da primo mi restava tanto difficile mette' insieme questi versi, così… Poi scoprii che c'ero anch'io… attaccai a scrive' come m'avevano insegnato a parla'.”
Affermava ancora: “[scrivere] è uno sforzo eh, anche un modo di scrivere in dialetto è uno sforzo, perché…non sembra dialetto il nostro, però quando lo scrivi lo vedi…”

Dopo l'8 settembre 1943, fatto prigioniero dall'esercito tedesco, viene deportato in Cecoslovacchia ed internato nel lager di Dalvitz presso Karlsbad. Lì sarà impiegato in lavori ferroviari e solo il 25 giugno 1945 tornerà a casa dalla prigionia raggiungendo la famiglia e riprendendo a collaborare nei lavori agricoli.

### Il lavoro e la musica
Gli anni del dopoguerra sono gli anni della sua formazione intellettuale: inizia a comporre i primi testi poetici e, poiché suona la fisarmonica, lo troviamo spesso a suonare nelle “veglie” dei poderi e nelle feste da ballo. Nel 1949 i Vergari si stabiliscono al Podere Fagnina nel comune di Magliano in Toscana.
Nel 1951 Morbello scrive il suo primo testo poetico di un “maggio” tradizionale nel quale inserisce (forse per primo) il tema della festa del lavoro. In questo periodo frequenta la Biblioteca Chelliana di Grosseto, dove incontra il giovane direttore Luciano Bianciardi. Partecipa ad incontri di poesia estemporanea in ottava rima cantando con poeti improvvisatori quali Terzilio Bacchi, Mario Cipriani, i fratelli Benelli Elidio e Francesco, tuttavia abbandonerà presto questo genere tradizionale per dedicarsi ad una poesia scritta in versi liberi che lo vedranno autore popolare.
Nel 1962 si incontra con Giovanni Guastavigna (insegnante di storia e filosofia al Liceo Classico Vittorio Alfieri di Torino) e, divenuti amici, sarà messo da lui in contatto con Piero Rachetto, direttore della rivista torinese “Voci Nuove”, dove pubblicherà alcuni suoi testi. Nel 1964 parteciperà al premio di poesia “Città di Torino” risultando vincitore con la sua prima raccolta poetica Versacci e discorsucci.
Nella premessa di questa prima opera Morbello dichiara il proprio programma poetico:

### Morbello e Roselle
Dal 1955 la famiglia Vergari si era trasferita al Podere Moscona, nell'area della città etrusca di Roselle. L'incontro di Morbello con la terra rosellana è determinante per la sua vita; i reperti etruschi e romani che affioravano dal terreno, che lui stesso lavorava, lo appassioneranno allo studio dell'archeologia. Ha contatti con giornalisti, scrittori, musicisti, archeologi che salgono agli imponenti ruderi della città; in quegli anni conosce Carlo Cassola, Aldo Mazzolai, Giuseppe Guerrini, Fenenna Bartolommei, e altri esponenti della cultura grossetana.
Frequentemente lavorerà alle campagne di scavo archeologico svolgendo volontariamente il ruolo di guida per i visitatori, finché diverrà il naturale ed ideale custode di Roselle, incarico che svolgerà per tutta la vita.
È in età matura quindi che Morbello, da autodidatta, arricchirà le proprie conoscenze compiendo letture e studi e si misurerà con la scrittura pubblicando libri di poesie e racconti, compiendo ricerche sulla cultura contadina (in particolare sul canto popolare) e si appassionerà all'archeologia divenendo il “custode” e la guida degli scavi di Roselle.
Stando a Roselle ha modo di incontrare molti personaggi.
Un incontro importante avverrà sempre nei primi anni sessanta con l'editore Giovanni Tellini di Pistoia con cui stabilisce un rapporto di amicizia e di collaborazione. Sarà proprio questo editore che pubblicherà le sue opere più importanti: Versacci e discorsucci (in edizione ampliata); Maremmani buggiaroni (un libro di racconti), Maremma com'era (scritto in collaborazione con il giornalista Renzo Vatti), Roselle profilo di una città etrusca (scritto con Vasco Melani, un libro tradotto anche in lingua tedesca), Maremma a tavola (scritto in collaborazione con Corrado Barontini).

### Gli anni settanta e la riscoperta delle tradizioni popolari
Risale ai primi anni sessanta l'amicizia e la collaborazione con la cantante folk Caterina Bueno, venuta in Maremma per fare le sue ricerche sul canto popolare. Sarà lei che negli anni settanta lo farà partecipare ai concerti e alle rassegne di Canto popolare fra cui l'intervento alla serata conclusiva del Convegno sulle “Tradizioni popolari e la ricerca etnomusicale” che ebbe luogo alla FLOG di Firenze nel 1975, al quale parteciparono vari ricercatori fra cui Diego Carpitella, Roberto Leydi e Pietro Clemente.
Nei primi anni settanta, con Corrado Barontini, Morbello aveva iniziato una ricerca sulla tradizione canora maremmana recuperando testi e motivi popolari; da questa collaborazione nascerà il gruppo “Coro degli Etruschi” per la riproposta dei canti popolari della Maremma e verrà pubblicato il libro Canti popolari in Maremma (in collaborazione con Corrado Barontini e Finisio Manfucci che trascriverà la musica).
Inizia poi la collaborazione con il giovane ricercatore grossetano Roberto Ferretti, studioso delle tradizioni locali che, proprio in questo periodo, dà vita all'Archivio delle tradizioni popolari della Maremma grossetana.
In questi anni perde il padre Candido (1970) e la madre Giustina (1977)

### Gli ultimi anni e l'eredità di Morbello
Morbello alterna la propria attività di scrittore, ricercatore, uomo pubblico mantenendo il legame con l'area degli scavi di Roselle dove ottiene una licenza commerciale per vendere i libri.
Parteciperà ad alcune trasmissioni televisive, collaborando con alcune testate di giornali, e soprattutto con il “Coro degli Etruschi”, ancora oggi attivo, diffonderà quella parte di cultura tradizionale che gli stava a cuore.
Nell'estate del 1988 si ammala e viene ricoverato in ospedale, dove inizia la stesura di un nuovo quaderno, Proverbi e cure selvatiche, rimasto poi incompiuto, e termina la commedia Li sposi di San Bisognino.
Si spegne nella sua casa di Roselle alle sette del mattino del 16 gennaio 1989, all'età di 68 anni. Non si è mai sposato, non lascia figli.
Nel 2009 il Comune di Grosseto e la Direzione didattica del III circolo di Grosseto intitolano a Morbello Vergari la scuola elementare di Roselle

## Opere

### Pubblicazioni
- Versacci e discorsucci, Torino, Voci Nuove, 1964.
- Poeta in fiera, Torino, Del Pescatore di Chiaravalle, 1969.
- Versacci e discorsucci, Pistoia, Tellini, 1972.
- (coll. Vasco Melani), Roselle, profilo di una città etrusca, Pistoia, Tellini, 1974.
- (coll. Corrado Barontini e Finisio Manfucci), Canti popolari in Maremma, Grosseto, il Paese Reale, 1975.
- Maremmani buggiaroni, Pistoia, Tellini, 1977.
- (coll. Renzo Vatti), Maremma com'era, Pistoia, Tellini, 1978.
- (a cura di V. Cecconi),Grosseto e la sua provincia in Itinerari toscani, Pistoia, Tellini, 1978.
- (coll. Corrado Barontini e Finisio Manfucci), 9 canti popolari nel repertorio del Coro degli Etruschi, Grosseto, 1982.
- (coll. Corrado Barontini), Maremma a Tavola, Pistoia, Tellini, 1984.
- (a cura di Paolo Nardini), Quaderni di appunti - oggetti, tecniche e cultura materiale, Grosseto, Comune di Grosseto - Archivio delle Tradizioni Popolari della Maremma Grossetana, 1990.
- (a cura di Corrado Barontini), Cure selvatiche, Grosseto, Archivio F.lli Vergari, 1990.
- (a cura di Paola Pannozzo), Pizzi Pazzi e Mal'Avvezzi - due commedie inedite: Lo Sposalizio del Carnevale con la Quaresima, Li Sposi di San Bisognino, Grosseto, ARCI - Comune di Grosseto - Archivio delle Tradizioni Popolari della Maremma Grossetana, 1999.
- Libri sotto le stelle - Morbello Vergari scrittore e poeta, Grosseto, Comune di Grosseto - Archivio delle Tradizioni Popolari della Maremma Grossetana, 1999.
- (a cura di Corrado Barontini), La mia ignoranza è veramente perfetta, Roma, Millelire Stampa Alternativa, 2004.
- (a cura di Corrado Barontini, M. Innocenti e M. Vergari), Maremma a tavola, Pitigliano, Laurum, 2004.

### Scritti giornalistici
- «Dobbiamo impedire la rinascita della Wehrmacht» una lettera al nostro giornale di un reduce dei Lager nazisti, "l'Unità", 30 dicembre 1954.
- Completamente abbandonate le popolazioni per la mancanza di strade transitabili, "Il Nuovo Corriere", 28 febbraio 1956.
- Attività del Gruppo Speleologico Maremmano, "La Nazione", 18 marzo 1960.
- Solo il silenzio dell'abbandono regna sull'antica Roselle, "Il Paese", 4 maggio 1960.
- Nuove scoperte in Maremma: torna alla luce l'etrusca Roselle, "La Nazione", 22 ottobre 1960.
- Una drammatica battuta nei boschi di Batignano: caccia al cinghiale in Maremma, "Il Paese", 17 marzo 1971.
- Un gruppo di archeologi fiorentini studiano l'urbanistica etrusca nell'antica città di Roselle, "Il Paese", 14 giugno 1961.
- I sorprendenti risultati dei più recenti scavi; Roselle: una Pompei etrusca, "L'Unità", 30 agosto 1961.
- La grotta di Montecchio esplorata dagli speleologi grossetani, "La Nazione", 24 ottobre 1961.
- Proverbi e detti della campagna grossetana, "Bollettino Società Storica Maremmana N.12", 1965.
- Un giorno col Gruppo Speleologico: le meravigliose visioni della "Buca di Montecchio", "La Nazione", 14 maggio 1966.
- Proverbi ed espressioni in uso nel territorio fra Roccalbegna e Scansano, "Bollettino Società Storica Maremmana N.24", 1971.
- Roselle oasi di pace e di cultura,"La Gazzetta della Maremma", 30 dicembre 1972.
- Crescere donna di Corrado Barontini, "La Gazzetta della Maremma", 30 aprile 1973.
- Il Museo maremmano dell'Agricoltura, "La Gazzetta della Maremma", 15 maggio 1973.
- Dove comincia e dove finisce la poesia?, "Il Versi Pelle (ARCI)", 7 maggio 1981.

### Registrazioni
- 1980 - a cura di Caterina Bueno, Veglia in Casa Vergari, in Toscana I - Grosseto, Siena, 33 giri, Fonit Cetra.
- 1986 - Coro degli Etruschi, Festa di Maggio, cassetta audio, Tellini.
- 1999 - a cura di Alessandro Bencistà e Corrado Barontini, Canti e suoni della tradizione, cassetta audio, Toscana Folk (contiene Tirizzumpelarillallera, interpretata da Morbello Vergari e accompagnata con le nacchere da Carlino Penni).
- 2003 - Coro degli Etruschi (a cura di Corrado Barontini), La Maremma InCanta, CD, Pegasus PG-001 (contiene Bevi 'l vino di Scansano, parole e musica di Morbello Vergari).
- 2006 - Caterina Bueno, Coro degli Etruschi - "Dal vivo, Firenze 1975", CD, Pegasus PG-0407006, Suoni, voci ed emozioni che riaffiorano dal lontano 25 novembre 1975, quando a Firenze, nell'Auditorium del Centro FLOG, Caterina Bueno e il Coro degli Etruschi di Morbello Vergari, dettero vita a questo spettacolo.
- 2007 - AA. VV., "Nacchere toscane", CD, Pegasus PG-1007007, Prima raccolta organica su questo strumento che riunisce testimonianze sonore dagli anni '70 fino ai nostri giorni. La presenza di Morbello Vergari è testimoniata da alcune registrazioni storiche con il Coro degli Etruschi.
- 2011 - Coro degli Etruschi, "In Maremma", CD, Pegasus PG-0311013,

### Partecipazioni a trasmissioni televisive e radiofoniche
- 1976: RAI 1, Dalle parti nostre, a cura di Leoncarlo Settimelli.
- 1980: partecipazione del "Coro degli Etruschi" al film I Butteri di Alfredo Franco prodotto per RAI 2.
- 1983: RAI 1, Meridiana blu domenica.
- 1985: RAI 3, Luoghi etruschi in Toscana: Roselle, a cura di Silvio Bernardini.
- 1988: Radio Svizzera, Il canto della terra, a cura di Paolo Bianchi.

## Premi e riconoscimenti
- 1964: 1º Premio Città di Torino.
- 1971: 1º Premio del concorso di Poesia dialettale toscana Custer dei nobili a Coreglia.
- 1973: Premio dell'Accademia Gastronomica Italiana con la poesia Il Fiasco Toscano.
- 1979: Premio della Presidenza del Consiglio dei ministri per la sua attività di scrittore.